# Acrostira tenerifae
Acrostira tenerifae är en insektsart som beskrevs av Perez, A.J. och Lopez 2005. Acrostira tenerifae ingår i släktet Acrostira och familjen Pamphagidae. IUCN kategoriserar arten globalt som akut hotad. Inga underarter finns listade i Catalogue of Life.